# Тт
Тт, тт — кириллический диграф, используемый в агульском и лакском языках.

## Использование
С помощью диграфа в лакском языке передаётся геминированный согласный звук [t].
Пример использования диграфа в лакском языке: Ттукку — осёл, ишак. В агульском языке диграф используется в частности в слове ттун — «пряжа».